# Meiktila
Meiktila (birmano: မိတ္ထီလာမြို့ [meɪʔtʰìlà mjo̰]) es una localidad de Birmania perteneciente a la región de Mandalay del centro del país. Dentro de la región, Meiktila es la capital del distrito homónimo y del municipio homónimo.
En 2014 tenía una población de 111 522 habitantes, en torno a la tercera parte de la población municipal.
Recibe su nombre de "Mithila", una forma de llamar al reino de Videja. Por su posición estratégica en el centro del país, es una localidad muy importante para la fuerza aérea birmana, albergando su comando central, una base aérea y una universidad de ingeniería aeroespacial.
Se ubica junto a la carretera AH1, a medio camino entre la capital nacional Naipyidó y la capital regional Mandalay.

## Clima
| Parámetros climáticos promedio de Meiktila (1981–2010) | Parámetros climáticos promedio de Meiktila (1981–2010) | Parámetros climáticos promedio de Meiktila (1981–2010) | Parámetros climáticos promedio de Meiktila (1981–2010) | Parámetros climáticos promedio de Meiktila (1981–2010) | Parámetros climáticos promedio de Meiktila (1981–2010) | Parámetros climáticos promedio de Meiktila (1981–2010) | Parámetros climáticos promedio de Meiktila (1981–2010) | Parámetros climáticos promedio de Meiktila (1981–2010) | Parámetros climáticos promedio de Meiktila (1981–2010) | Parámetros climáticos promedio de Meiktila (1981–2010) | Parámetros climáticos promedio de Meiktila (1981–2010) | Parámetros climáticos promedio de Meiktila (1981–2010) | Parámetros climáticos promedio de Meiktila (1981–2010) |
| Mes                                                    | Ene.                                                   | Feb.                                                   | Mar.                                                   | Abr.                                                   | May.                                                   | Jun.                                                   | Jul.                                                   | Ago.                                                   | Sep.                                                   | Oct.                                                   | Nov.                                                   | Dic.                                                   | Anual                                                  |
| ------------------------------------------------------ | ------------------------------------------------------ | ------------------------------------------------------ | ------------------------------------------------------ | ------------------------------------------------------ | ------------------------------------------------------ | ------------------------------------------------------ | ------------------------------------------------------ | ------------------------------------------------------ | ------------------------------------------------------ | ------------------------------------------------------ | ------------------------------------------------------ | ------------------------------------------------------ | ------------------------------------------------------ |
| Temp. máx. media (°C)                                  | 29.9                                                   | 33.0                                                   | 36.5                                                   | 38.4                                                   | 36.0                                                   | 33.0                                                   | 32.7                                                   | 32.3                                                   | 32.7                                                   | 32.5                                                   | 29.6                                                   | 28.8                                                   | 33.0                                                   |
| Temp. mín. media (°C)                                  | 14.6                                                   | 16.7                                                   | 21.1                                                   | 25.0                                                   | 25.2                                                   | 24.6                                                   | 24.4                                                   | 24.3                                                   | 24.2                                                   | 23.4                                                   | 20.0                                                   | 16.0                                                   | 21.6                                                   |
| Lluvias (mm)                                           | 2.3                                                    | 1.8                                                    | 10.0                                                   | 25.5                                                   | 126.4                                                  | 103.8                                                  | 75.4                                                   | 121.0                                                  | 150.6                                                  | 147.4                                                  | 41.5                                                   | 7.2                                                    | 812.9                                                  |
| Fuente: Norwegian Meteorological Institute             |                                                        |                                                        |                                                        |                                                        |                                                        |                                                        |                                                        |                                                        |                                                        |                                                        |                                                        |                                                        |                                                        |